# Henrys Silva
Henrys José Silva García (Quiriquire, estado Monagas; 3 de mayo de 1986) es un médico, cantante, animador y locutor venezolano.

## Biografía
Nació en Quiriquire, Monagas el 3 de mayo de 1986. Es el menor de cuatro  hijos de Esperanza García y Rusber Silva. 

### Estudios
Su vida estudiantil la inicia en la escuela “Barquisimeto” y completó su bachillerato en la UE “Juana Ramírez”. Se graduó como médico cirujano en 2014, en la Universidad de Oriente (UDO). Actualmente, Henrys ejerce esta profesión en el hospital de Quiriquire, su ciudad natal.

### Carrera artística
Audicionó en 2011 en el reality Yo sí canto, transmitido por Súper Sábado Sensacional y quedó en primer lugar. Ya anteriormente había intentado figurar en espacios de este tipo como Latin American Idol en Sony; Camino a la Fama en Televen y Fama, Sudor y Lágrimas en Radio Caracas Televisión, pero no había logrado ser elegido.
Tras finalizar el programa permanece en Venevisión como animador en Super Sábado Sensacional, donde conduciría secciones como Buscando una estrella, junto a la humorista Andreína Álvarez, seguido de esto vendría El show está en la calle, luego Recuerdo sensacional y en 2015 los tras bastidores de Generación S. Silva también ha trabajado en la radio para la emisora Órbita (2009-2011) y Rumbera Network (2014-2015).
En 2016, ingresa al Personal de animadores del matutino de Venevisión; Portadas. El 12 de julio del mismo año se confirma que Leonardo Villalobos se ausentaría temporalmente de Super Sábado Sensacional por seis meses, desde el 1 de agosto, esto por compromisos en República Dominicana. En su sustitución Silva, junto a Fanny Ottati, animarían el programa desde el 6 de agosto del mismo año.